# 鳥坂城
鳥坂城（とっさかじょう）は、新潟県沼垂郡中条町鳥坂山（現在の新潟県胎内市奥山荘城館）にあった日本の城。別名「白鳥城」「奥山荘城」「中条城」など。頚城郡にあった上杉氏の支城は「鳥坂（とりさか）城」で読みが異なる。

## 歴史
最初に城が築かれた時期は不明だが、平安時代末期の治承4年（1180年）に城資永が越後守に任じられ、奥山荘周辺を支配し、有事の要害として取り立てられたとの説もあるが確実な記録はない。
その名が出てくるのは鎌倉時代初期の建仁元年（1201年）の「建仁の乱」で、『吾妻鏡』建仁元年5月14日条に「城の小太郎資盛、朝憲を謀り奉らんと欲し、城郭を越後の国鳥坂に構う」とあるのが初見である。ただし、この時代の「城郭」とは「かいだてを掻き、さかもぎを引いて」というバリケードと矢を射かけるための櫓であり、常設の城ではない。坂額御前は「童形の如く上髪せしめ、腹巻を着し矢倉の上に居て、襲い到るの輩を射」ていた処を「後山を廻り、高所より能くこれを窺い見て矢を発つ。その矢件の女の左右の股を射通す。即ち倒れるの処清親郎等生虜る」というような状態であり、敵が騎馬で攻め掛かる道を塞ぎ迎え撃つ臨時の陣地である。三浦和田氏の和田義茂が奥山荘の地頭に任命されたのは鎌倉時代の初めであるが、建治3年（1277年）に北条、中条、南条に分割され、中条を相続した地頭の子息が中条氏を名乗る。北条は黒川氏を名乗る。
享徳2年（1453年）、中条氏が鳥坂城を再興しているが、それは「一百二年」ぶりであると述べている（『三浦和田中条氏文書』）。
次に出てくる記録は享徳3年（1454年）にこの地の領主中条房資が、子孫に書き残した11ヶ条の文書であり、そのなかで城資盛の次に城として使用したのは房資の曾祖父・三浦和田茂資（もろすけ）とあり、茂資が下国したのは貞和2年（1346年）であるので、茂資が鳥坂城（鶏冠城）に籠ったのは南北朝時代の観応の擾乱の頃となる。
戦国時代になると中条氏は越後守護上杉氏に仕えた。応永33年（1426年）、中条房資が揚北衆と共に守護代長尾邦景方の三条城主山吉氏を攻撃中、加地氏・新発田氏らは守護代方に寝返り房資を攻撃。長尾定景・長尾実景が山吉氏の援軍として築地に着陣すると、房資は自らの居館を引き払い河間城に籠った。このときも含めて鳥坂城は舞台に登場しない。中条房資の文書にはその後、三浦和田茂資の籠城以来「其の間百二年」の期間を経て享徳2年（1453年）に「再興」。それも「この時鶏冠城をこしらえる」と新規に築いたような書き方がしてあり、かつ「子孫においても捨てるべからざるものなり」と書いている。この段階において「城」は臨時のものでなく、今我々が知るような常時維持される施設となっている。尚、この城が築かれた鳥坂山は佐竹氏の金砂城同様山岳信仰と結びついており、中世の武士の籠城する場所のひとつの典型にもなっており、古代から中世への城の変遷が語られるときには必ずと言ってよいほど触れられる城である。
中条氏はその後も上杉氏に従い、上杉謙信の時には当主藤資が家臣筆頭となる。謙信の急死により勃発した御館の乱で、中条景泰は上杉景勝に与し、上杉景虎方の黒川氏に再び攻撃され落城したが、乱は景勝方の勝利に終わった。
その後、景資・景泰と景勝に従うが、景泰は出身の吉江家（景泰は婿養子）と共に守備に当っていた越中国魚津城にて柴田勝家率いる織田軍に攻撃され自害。中条氏は景泰の長子・一黒丸（中条三盛）が継いだが、慶長3年（1598年）、景勝の会津移封に従い廃城となった。

## 遺構・復元建造物
- 曲輪、堀切、段切
- 武者溜り跡の虎口
- 本丸跡 - 「国指定史跡 奥山荘城館跡」石碑と「鳥坂城跡（白鳥城跡）」案内板。
- 展望楼 - 日本海と胎内市の街並みが遠望できる。「鳥坂城と櫛形山脈乃事」案内板。

### 周辺施設・参考資料など
- 白鳥公園入口 - 公園に続く石段の脇に鳥坂城を含む周辺登山道の案内図。
- 洞窟 - 城氏が天然の要害として利用したとも考察されている（中条町「洞窟」案内板）。
- 「鳥坂城縄張図」 - 胎内市教育委員会所蔵。

## アクセス
- JR羽越本線・中条駅（上越新幹線・新潟駅乗り換え。特急「いなほ」下りの全列車が停車）からタクシーで約8分
- 日本海東北自動車道・中条ICから約15分
  - 駐車場あり